# D=OUT
D=OUT (Новое название — ダウト, произносится «Даут»/«Дауто», происходит от английского слова «doubt»(«сомнение»)- японская visual kei — группа, заслужившая звание LIVE-группы, благодаря многочисленным концертам.
Их звучание несколько отличается от других j-rock — групп, поскольку их своеобразный стиль включает в себя сразу рок, джаз и популярные мелодии.
Группа D=OUT образовалась 24 декабря 2006 г, а уже 29 декабря дала свой первый концерт.
Первым синглом стала бесплатная пластинка с песней «Flashback», за которой последовали другие успешные релизы — Heisei Bubble, Shirohata Sengen и контракт с лейблом Speed Disc. 13 августа 2008 года вышел их дебютный альбом «ZIPANG», а в октябре был переиздан в Европе под лейблом CLJ Records.
В 2009 году 15 апреля D=OUT отправились в первое турне по Европе, а 22 июня выпустили мини-альбом каверов «TORYUUMON», где записали песни своих любимых исполнителей. Примечательно то, что для клипа они выбрали песню «Koi no Bakansu» («Каникулы любви»), широко известную Российскому слушателю как «У моря, у синего моря». Хотя клип представлял собой по большей части кавер на клип группы «W (Double U)».
10 марта 2010 года группа выпустила новый (и лучший по их собственной оценке) альбом «CARNIVAL UKIYO», включавший в себя 4 сингла: «Myojou Orion», «Aoi Tori», «Hana Saku Beauty» и «Kimon» в добавление к 8-ми новым песням. Летом 2010 года группа сменила лейбл Speed disc на PS Company и 9 сентября выпустила сингл «Psychedelico ∞ Psychedelico» и совершили тур по 47 префектурам Японии.
4 марта 2011 года стартовал их последний indies-тур, а 16 марта состоялся релиз сингла «ONE».
6 июля 2011 выходит специальный DVD с лайвами группы из последнего indies-тура группы, а 27 июля D=OUT выпустили новый major-дебютный сингл «ROMAN REVOLUTION».
Также 8 августа 2011 открылся их официальный фан-клуб D=OUT под названием «Zipang», но членство в нём доступно только для японских поклонников.
22 марта 2014 года ударник группы Минасе объявил о своём уходе из "D=OUT" и полном окончании музыкальной карьеры по причине необходимости возвращения в дом родителей и продолжения их семейного дела.
Последний концерт с участием Минасе был состоялся 23 сентября 2014 года, DVD-диск с концертом вышел 3 декабря того же года. После чего группа взяла неофициальный перерыв до марта 2015-го, после чего продолжила деятельность вчетвером, приглашая на лайвы сессионных ударников, называемых одним именем - Куроко но Куро-чан. Он выступал в чёрном костюме ниндзя, и никто не видел его лица.
Параллельно с этим вокалист Коуки начал сольную карьеру под именем Ханамизакура Коуки (фамилию Ханамизакура придумал его друг - вокалист "GOLDEN BOMBER"). Стиль его музыкального творчества - кайо/энка.
Также, совместно с гитаристом Хикару они начали проект "Kachoufuugetsu. Kouki ∞ Hikaru", с которым выступили в Японии и Тайване. Хикару выступил в роли диджея и представил свои версии и миксы на песни группы.
Первый сингл Ханамизакуры Коуки под названием "I love Tokyo" вышел 18 февраля 2015 года, а 5 августа, в день рождения басиста Рэйки, вышел его первый сольный альбом "Hanami tayori ~ ore no onna uta meikyoku-shuu ~". Альбом представляет собой сборник его любимых женских энка-песен.
8 августа 2015 года на закрытом лайве для фан-клуба ZIPANG группа объявила о новом официальном ударнике - Наото (экс-ena из "xTRiPx", распавшихся в феврале этого года). Группа шутит, что он - настоящий ниндзя, победивший всех остальных. Имеется в виду, что рассматривали они нескольких ударников, но впоследствии выбрали его.
На том же лайве D=OUT анонсировали долгожданный сингл (спустя 1 год и 5 месяцев) под названием "Koi ga dekinai", а с января 2016 года ожидается новый альбом и тур по стране в его поддержку.

## Дискография D=OUT
- 04.03 2007 — FLASHBACK (сингл)
- 22.06.2007 — HEISEI BUBBLE (сингл)
- 24.10.2007 — SHIROHATA SENGEN (сингл)
- 19.12.2007 — BARA IRO JINSEI (сингл)
- 27.02.2008 — BANKOKU, DAI TOKYO / AKAI KASA TO ANATA (сингл)
- 30.04.2008 — ROUMAN JOUMYAKUTEKI CHABANGEKU (мини-альбом)
- 28.05.2008 — ROUMAN DOUMYAKUTEKI CHABANGEKI (мини-альбом)
- 13.08.2008 — ZIPANG (альбом)
- 17.12.2008 — MYOUJOU ORION (сингл)
- 22.04.2009 — HANASAKU BEAUTY (сингл)
- 22.07.2009 — TORYUUMON (мини-альбом)
- 26.08.2009 — AOI TORI (сингл)
- 10.03.2010 — CARNIVAL Ukiyo (альбом)
- 08.09.2010 — PSYCHEDELICO ∞ PSYCHEDELICO (сингл)
- 16.03.2011 — ONE (сингл)
- 27.07.2011 — ROMAN REVOLUTION (major-дебют-сингл)
- 02.11.2011 - ZENSHIN ZENREI LIVES (сингл)
- 08.02.2012 - MUSIC NIPPON (1-й major-альбом)
- 02.05.2012 - AISURU HITO (сингл)
- 15.08.2012 - HIGH COLLAR (мини-альбом)
- 15.11.2012 - CHUUKYORI RENAI (сингл)
- 20.02.2013 - KABUKI DISCO (альбом)
- 26.06.2013 - KOI ABAKI, AMAZARASHI (сингл)
- 30.10.2013 - KANDEN 18-GOU (сингл)
- 22.01.2014 - KATSUGEKI BROADWAY (лайв-альбом)
- 21.05.2014 - ZANGE NO HANAMICHI (сингл)
- 23.07.2014 - ZENSHIN ZENREI OUKA SHUU (сборник лучшего)
- 28.10.2015 - KOI GA DEKINAI (сингл)

## Дискография Ханамизакуры Коуки
- 18.02.2015 - I LOVE TOKYO (сингл)
- 05.08.2015 - HANAMI TAYORI ~ ORE NO UTA MEIKYOKU-SHUU ~ (альбом каверов)

### Статьи о группе
- Интервью с D=OUT
- Подробная биография группы